# Franz Philipp von Lamberg

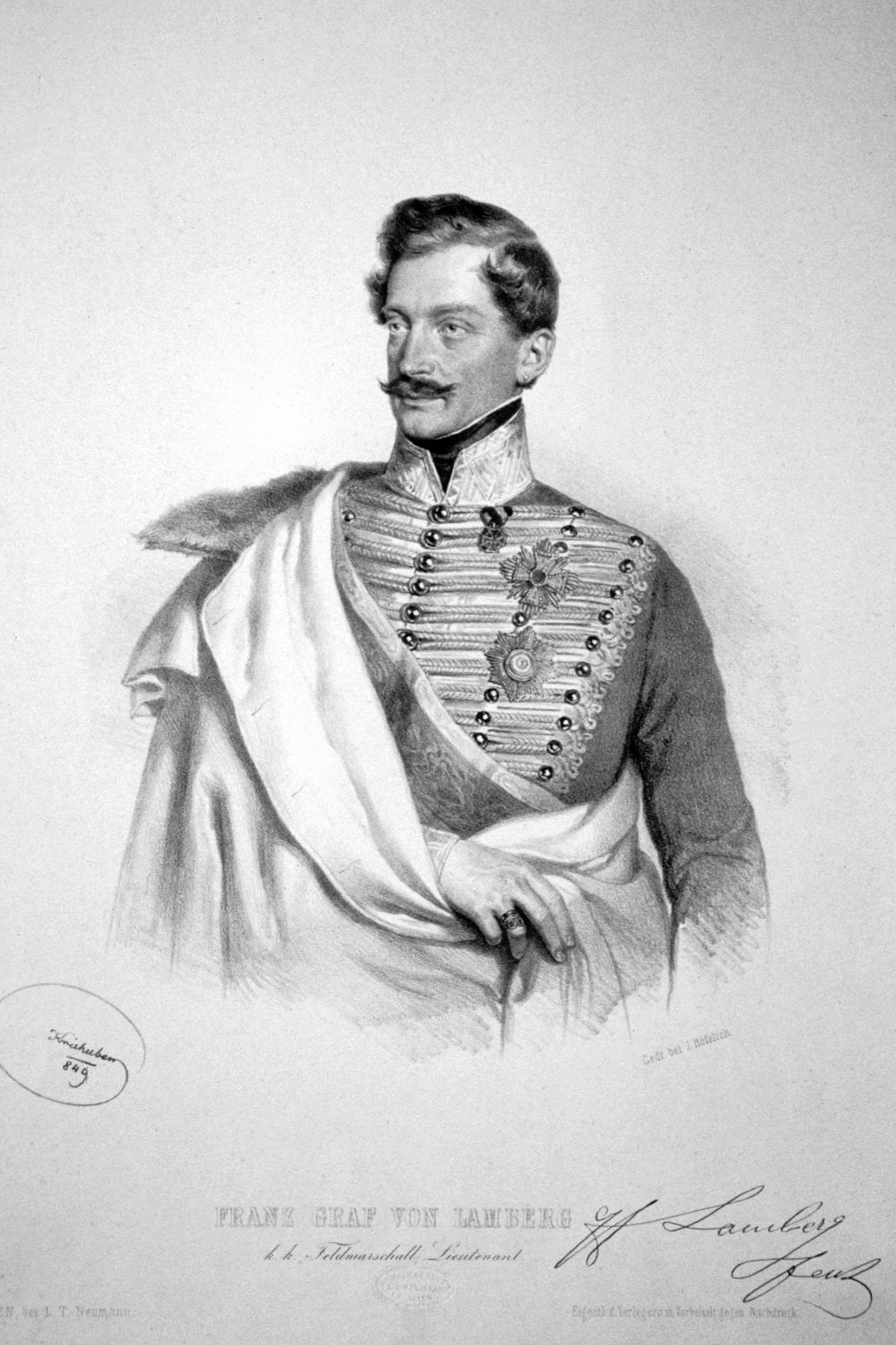
Franz Philipp von Lamberg

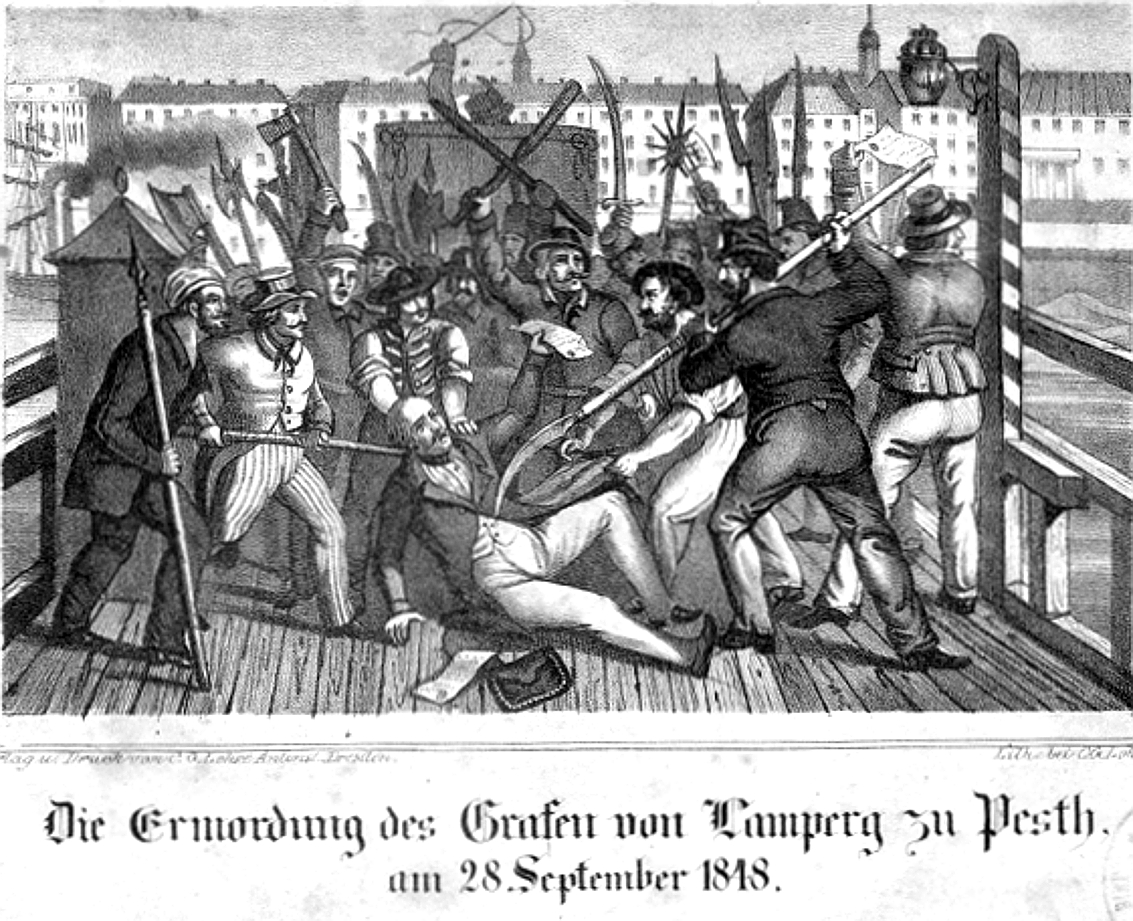
"Die Ermordung des Grafen von Lamperg zu Pesth"

Graaf Franz Philipp von Lamberg (Mór, 30 november 1791 - Boeda, 28 september 1848) was een Oostenrijks veldmaarschalk-luitenant die tijdens de Hongaarse Revolutie van 1848 om het leven kwam.

## Biografie
Hij stamde uit het adellijke geslacht von Lamberg en begon zijn militaire carrière in 1810 als luitenant bij de ulanen. Hij nam deel aan de Zesde Coalitieoorlog (1813-1814) in Frankrijk. Tijdens de lange periode van vrede die volgde op het Congres van Wenen liep hij een volledige officiersloopbaan door, om in 1842 uiteindelijk de rang van veldmaarschalk-luitenant te bereiken.
In zijn hoedanigheid van enerzijds keizergetrouw officier en anderzijds Hongaars magnaat, werd hij in 1848 bij het begin van de rellen in Hongarije met de opdracht belast om als voorlopig palatijn en opperbevelhebber van de troepen, de orde in Hongarije te herstellen. De Hongaren dachten hier echter anders over en de Hongaarse landdag had besloten om Lamberg het opperste bevel te verbieden. Het leger werd opgedragen om Lambergs bevelen niet op te volgen.
Lamberg kreeg echter niet de kans om met de Hongaarse afgevaardigden te onderhandelen, want meteen na zijn aankomst in Pest werd hij door een opgehitste menigte aangevallen en ter plekke vermoord. Zijn dood werd een keerpunt in het verloop van de revolutie, omdat het keizerlijke hof in Wenen hierdoor besloot tot harde repressie. De Hongaarse landdag werd ontbonden en de troepen van Josip Jelačić werden naar Hongarije gestuurd.
- Gemeinsame Normdatei: 122110439
- Virtual International Authority File: 45174614
- WorldCat: E39PBJB4hW8hXt7kRxrpkTMMfq